# Zalfens Gebroekt
Het Zalfens Gebroekt is een natuurgebied en ankerplaats in de Antwerpse gemeenten Malle (Oostmalle) en Zoersel.
Het vooral zandige gebied bestaat uit een centraal moerassig deel waarin zich een bosgebied bevindt. Dit wordt omringd door kleinschalig landbouwgebied.
Door het gebied loopt, van noord naar zuid, de Delfte Beek of Visbeek, die via de Molenbeek in de Kleine Nete uitmondt. Het Zalfens Gebroekt heeft een bodem van dekzand, met centraal ook lemig zand.
Het moerassige gebied kende oorspronkelijk natte graslanden of beemden, gebruikt als hooiland, terwijl in de 2e helft van de 20e eeuw ook populieren werden aangeplant.
Het gebied kent verder waardevolle elzenbroekbossen, daarnaast ook eikenbossen met zure ondergrond, ruigten en akkers met kleine landschapselementen. Door de variatie in biotopen is het gebied soortenrijk.